# Église Saint-Vincent de Cros
L'église Saint-Vincent, située à Cros dans le Gard, est inscrite comme monument historique depuis 1961.

## Situation
Construite sur un mamelon au-dessus du Vidourle, l’église Saint-Vincent n'a jamais été entourée que de quelques maisons et la paroisse de Cros a toujours eu un habitat très dispersé : une quinzaine de hameaux historiques datant du Moyen Âge ou de l’époque moderne. Son implantation pourrait être liée à la draille de transhumance sur laquelle elle est située : la draille dite « collectrice du col de l’Asclié ». Beaucoup de petites chapelles isolées des garrigues et des Cévennes sont ainsi posées le long de ces drailles, sans que l'on puisse établir un lien entre les deux, sinon de communication. Le vocable de Saint Vincent semble être le même depuis l'origine, bien que la première mention écrite ne date que de 1314 : ecclesia de Sancto Vincencio de CROSO.

## Description
L’essentiel de cette description est faite à partir des rapports établis par les architectes des bâtiments de France lors de l’inscription sur la liste des monuments historiques (arrêté du 27 septembre 1961). C’est l’aspect même du bâtiment et ses détails architecturaux qui permettent de le dater de la fin du XIe siècle ou du début du XIIe.

### Intérieur

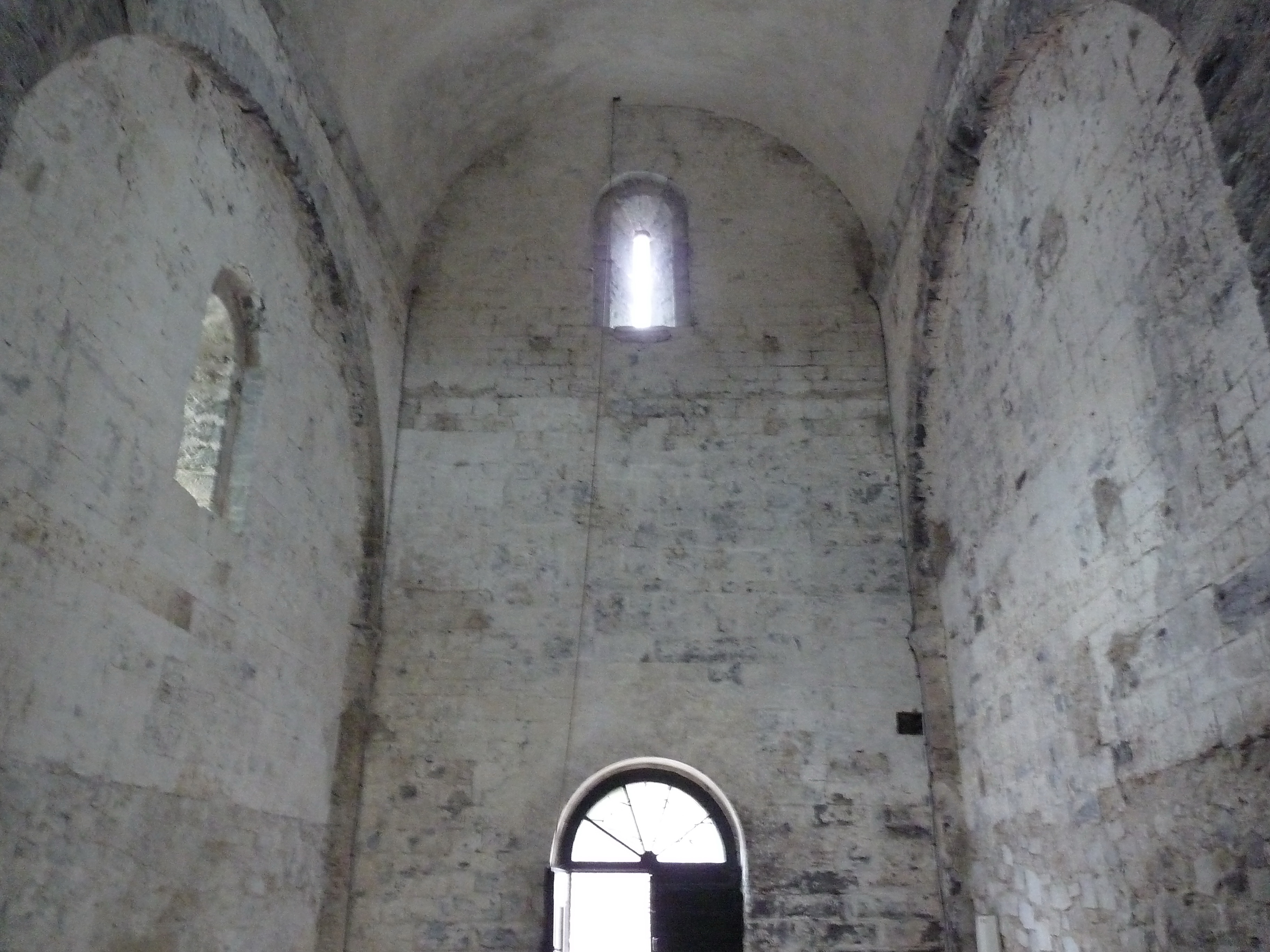
Mur Ouest.

La nef unique de deux travées (6,25 m et 6 m sur 5,20 m de large) n’a pas de travée de chœur. Le sanctuaire semi-circulaire appareillé en cul-de-four est précédé par un arc en plein cintre, à double rouleau. La sacristie du côté nord-est un rajout moderne mais attesté dès le XVIIe siècle. La nef est voûtée en berceau, sur des arcs doubleaux s’appuyant sur des arcs longitudinaux intérieurs peu profonds. La naissance de la voûte est marquée par un bandeau biseauté continu, sans décor. À l’extérieur (longueur : 18,85 m ; largeur, sans la sacristie : 8,90 m), malgré la massive épaisseur des murs (1,35 m en moyenne), les poussées sont butées par des contreforts, d’ailleurs peu saillants (0,34 m) aux quatre angles de la nef et au droit du doubleau. Les arcs longitudinaux intérieurs, profonds de 0,17 m, reposent sur des piliers partant de fond, sans exception ; « ce détail a été noté parce que, dans la plupart des églises romanes des Cévennes, les piliers manquent en partie, soit que l’arc s’appuie sur consoles, soit qu’il retombe directement sur le mur de fond ou sur le pilier du doubleau ».
Comme la nef est beaucoup plus élevée (10 m) que le sanctuaire (7 m au sommet de la voûte), elle prend jour dans le mur triomphal oriental par un oculus. Du côté Sud, l’éclairage est donnée par deux fenêtres en plein cintre, à double ébrasement et à double rouleau. Dans le mur Ouest, une fenêtre axiale, semblable aux fenêtres Sud s’ouvre tout en haut du mur pignon. Le mur Nord est aveugle, mais la sacristie a une petite fenêtre au nord. La restauration a équipé toutes les ouvertures de vitraux monochromes en verre bullé clair (ateliers Thomas à Valence). Le sol de la nef est fait de pavés noirs irréguliers que le chantier de restauration a dégagés sous les grandes dalles très abîmées d’une ancienne réparation. Un de ces pavés est gravé d’une croix de Malte en creux, désignant peut-être l'emplacement d'une tombe. Le chœur est surélevé en deux paliers successifs, sans doute à cause du rocher sous-jacent ; il est pavé de grandes dalles rectangulaires.
La porte principale présente trois rouleaux successifs, en plein cintre ; la hauteur libre de l’arc intérieur est de 2,95 m. L’arrière voussure est également en plein cintre. Il n’y a aucun décor, ni chapiteau ; le tracé des arcs est légèrement lombard, dont le “croissant“ est surtout marqué à l’arc extérieur. La porte elle-même en bois est moderne, surmontée d’une imposte vitrée décorée de fer forgé représentant sans doute les instruments du martyre de saint Vincent (flèche, marteau, chaîne hérissée de pointes) et de facture relativement récente (XIXe siècle ?).

### Extérieur
À l’extérieur, l’abside semi-circulaire repose sur une embase concentrique saillante, à laquelle se raccordent deux lésènes (piliers de faible saillie) latérales. De ces lésènes partent les arcs de la « bande lombarde » mais par suite de reprises anciennes, il ne subsiste que trois arcs consécutifs du côté Sud. Les murs, en calcaire local, sont parementés en petit appareil allongé assez régulier ; le travail de parement a été fait uniquement à la massette. La couverture en tuiles à canal, posée directement sur la voûte, remplace très certainement une couverture d’origine en lauzes. Au-dessus du mur occidental, le petit clocher-mur à une arcade est probablement un ancien clocheton maintes fois réparé. La cloche est datée de 1843. 
« À part quelques détails, l’ensemble de l’édifice est parfaitement homogène et peut être daté des toutes premières années du XIIe siècle, sinon de la fin du XIe »

## Historique

### Moyen Âge
Église paroissiale dès l’origine, Saint-Vincent dépend du diocèse de Nîmes, et plus précisément de la mense canoniale du chapitre de Notre-Dame. Au XVIe siècle, à l’instar d’une grande partie des Cévennes, la paroisse tout entière passe à la Réforme et connaît comme tout le royaume les guerres de Religion de 1562 à 1598, puis les guerres de Rohan, terminées par l’édit de grâce d’Alès de 1629. Il semble que l’église Saint-Vincent, négligée, subisse des démolitions partielles, celle de son couvert en particulier. L’abbé Goiffon cite une visite épiscopale de Mgr de Valernod de 1611 qui constate ces ruines et ordonne les réparations, apparemment pas réalisées puisqu’en 1675, Mgr Séguier réitère l’ordre mais les originaux des comptes rendus ne sont ni aux archives départementales ni aux archives diocésaines.

### Époque moderne
Après l’Édit de Fontainebleau actant la révocation de l’Édit de Nantes en octobre 1685, Louis XIV entreprend une reprise en main des pays protestants et en particulier des Cévennes. Le diocèse d’Alès, auquel Cros est rattaché, est créé et en attendant sa consécration par le pape (en 1694), les églises de diocèse de Nîmes sont mises en ordre de bataille pour la reconquête catholique. En 1686, un vaste plan de rénovation des églises est lancé et l’église de Cros en fait partie. Par acte du 16 avril 1686, le diocèse finance des travaux : « il y a six cent cinquante personnes à Cros, l’église est trop petite, elle ne peut point s’agrandir qu’en faisant des grandes dépenses.  Il suffira présentement de faire des galeries pour l’agrandir ».
Ce document notarié nous apprend ainsi qu’il y a 650 habitants dans la paroisse et que l’église est en parfait état, puisque aucune réparation n’est nécessaire et au contraire elle peut augmenter sa capacité d’accueil. Pour construire ces tribunes, l’entrepreneur se voit attribuer 16 poutres issues de la destruction du temple (en 1684).
Le premier rapport de visite épiscopale connu aujourd’hui est celui de 1688 ; il ne mentionne que des problèmes de détails (vitraux absents). L’état de l’église semble tout à fait correct et la sacristie déjà construite. 
Mais malgré tous les efforts de la machinerie royale et catholique, les Nouveaux Convertis sont surtout des convertis de nom et la révolte des Camisards touche Cros comme toutes les Cévennes. Dans la nuit du 22 au 23 décembre 1702, « des vagabonds qui courent le pays brûlent la porte de l’église, les tribunes et autres choses ». Mais l’incendie ne touche pas le bâtiment et le service divin est vite rétabli. Une visite épiscopale de 1723 le constate : " Le bâtiment de l’église est ancien et très solide elle est voûtée et bien pavée, il y a quatre vitraux un dans le chœur et trois dans la nef celui du chœur et un de ceux de la nef sont vitrés et pourvus d’un châssis de fil d’archal grillage de métal les deux autres ne le sont point. Il y avait au bas de l’église une tribune de bois qui a été entièrement détruite et qu’il faut refaire de neuf. Il y a au-dessus du mur de l’entrée de l’église un clocher fait en arceau auquel est suspendue une cloche du poids d’environ trois quintaux (à peu près 120 kg) laquelle est rompue depuis longtemps. La sacristie est joignant le chœur du côté de l’évangile À gauche en regardant le chœur depuis la nef elle est de grandeur convenable voûtée et pavée, éclairée par un vitrail formant volet garni de vitres et d’un châssis de fil d’archal.
À la suite de cette visite, la réfection d’une tribune et surtout la reconstruction d’une maison presbytérale vont être la revendication constante du curé qui obtient satisfaction en… 1756. À cette date, outre un presbytère, une voûte est construite à l’intérieur de la nef pour faire une tribune et permettre, grâce à deux échelles, d’accéder à une ouverture dans la voûte du couvert. Cette ouverture a été supprimée lors de la restauration ; la tribune a été détruite à une époque inconnue.
En 1740, le prieuré de Cros est rattaché à la mense du séminaire et collège d’Alès. Les habitants de Cros y ont de ce fait droit à une place gratuite pour un de leurs enfants.

### Révolution française
Lors de la Révolution, l’église, le presbytère et le jardin attenant deviennent biens nationaux mais comme un vicaire est maintenu à Cros, ils ne sont pas vendus. En 1794, en pleine déchristianisation, l’église est jugée trop petite pour être transformée en temple de la Raison et le conseil municipal projette de la vendre. Le retour rapide de la liberté des cultes et surtout la réorganisation des églises par Napoléon Bonaparte (articles organiques, 18 germinal an X, [8 avril 1802]) empêche cette vente. Seuls le jardin et le presbytère sont vendus en 1809. Le sous-préfet Rabaut-Pommier, un pasteur protestant, n’envisage pas l’attribution de l’édifice au culte protestant : en effet « l’église peut contenir 200 personnes - estimation très large, il y a aujourd'hui 90 places assises ! - il y a 30 catholiques mais 1 006 protestants à Cros ». Cros devient donc une simple succursale de Saint-Hippolyte-du-Fort, sans desservant fixe. C’est son statut encore actuellement. Aux XIXe et XXe siècles, l’église ne connaît des cultes qu’occasionnellement, de façon plus régulière lorsque le curé de Saint-Hippolyte peut y envoyer un vicaire.

### Époque contemporaine
Les familles catholiques Caylus et Bourgoing fournissent une cloche en 1843 et les objets du culte. C’est sûrement de là (et de la vente du presbytère) que vient la légende locale selon laquelle l’église aurait été vendue comme bien national, rachetée par ces familles et redonnée à la municipalité. La contestation de propriété de l’église par un particulier resurgit dans les années 1960, puis dans les années 1990 : la propriété communale est à chaque fois confirmée.
En 1997, une commission de sécurité décide de la fermer au public. Un premier projet de restauration est alors lancé, puis abandonné. Enfin, en 2012, l’ensemble du bâtiment est rénové, sous le contrôle de la DRAC, avec l’architecte du patrimoine Nathalie d’Artigues comme maître d’œuvre, André Alègre étant maire et Marie-Anne Princé première adjointe chargée du dossier. L’inauguration officielle et festive de l’église rénovée a eu lieu le vendredi 31 mai 2013.